# NGC 5772
NGC 5772 је спирална галаксија у сазвежђу Волар која се налази на NGC листи објеката дубоког неба.
Деклинација објекта је + 40° 35' 58" а ректасцензија 14h 51m 38,9s. Привидна величина (магнитуда) објекта NGC 5772 износи 12,9 а фотографска магнитуда 13,7. Налази се на удаљености од 110,0000 милиона парсека од Сунца. NGC 5772 је још познат и под ознакама UGC 9566, MCG 7-31-1, CGCG 220-60, IRAS 14497+4048, CGCG 221-3, KARA 653, PGC 53067.